# Ivana Batchelor
Ivana Elizabeth Batchelor Batchelor (Quetzaltenango, 28 de outubro de 2000) é uma modelo e rainha da beleza guatemalteca, vencedora do concurso Miss Universo Guatemala 2022. Ela representou a Guatemala no concurso Miss Universo 2022.
Anteriormente, vencedora do concurso Miss Grand Guatemala 2020. Ela representou a Guatemala no concurso Miss Grand International 2020.

## Biografia
Batchelor nasceu em Quetzaltenango, Guatemala. Ela é fluente e trabalha como tradutora para os dois idiomas. Ela é co-fundadora da IB Model Agency, que gerencia e treina modelos. Atualmente cursa Ciências da Comunicação.
Em 16 de março de 2020, Batchelor foi coroada Miss Grand Guatemala 2020. Em 27 de março de 2021, ela representou a Guatemala no Miss Grand Internacional 2020 e competiu contra 62 outras candidatas no SHOW DC em Bangkok, Tailândia. Ela ficou em 3º lugar para Abena Appiah dos Estados Unidos.
Em 3 de junho de 2022, Batchelor foi coroada Miss Universo Guatemala 2022. Ela representará a Guatemala no Miss Universo 2022.